# العلاقات التركية السودانية
العلاقات التركية السودانية، هي العلاقات الثنائية بين تركيا والسودان.

## العلاقات التاريخية
يعود تاريخ العلاقات السودانية التركية لعام 1555 عندما دخلت المنطقة تحت سيادة الدولة العثمانية حيث أنشأ العثمانيون ما يعرف بإيالة الحبش على جزء من شرق السودان وجزء من دولة إرتيريا الحالية وكانت عاصمة تلك المحافظة مدينة سواكن.
أما وسط وجنوب السودان فقد بدأت علاقتهما بالأتراك عام 1821 عند غزو محمد علي باشا للسودان. واستمرار دولته في حكم البلاد حتى سقوطها على أيدي ثوار المهدية عام 1885. وقد كان للأتراك تأثير واضح في العديد من مجالات بالسودان ولاتزال آثارها باقية إلى اليوم مثل الزراعة والحرف والخدمات الصحية والطبية والنقل والقوات النظامية وحتى في مجال الثقافة الغذائية، بل أن تأثير الأتراك على لغة أهل السودان لا يزال قائماً حتى اليوم.

### العصر الحديث
في التاريخ الحديث أقام السودان أول تمثيل دبلوماسي مقيم مع تركيا عام 1981 حيث شهد نفس العام أول زيارة لرئيس سوداني لتركيا، جعفر نميري، وقد تطورت العلاقات وازدهرت بوتيرة مضطردة في مطلع هذا القرن، خاصة بعد توقيع اتفاقية السلام وتشكيل حكومة الوحدة الوطنية في عام 2005 وبعد مجيء حزب العدالة والتنمية إلى السلطة في تركيا عام 2002 وعلى وجه الخصوص بعد تجديد الثقة في حكومته بقيادة رئيس الوزراء السابق، رئيس الجمهورية الحالي، رجب طيب اردوغان عام 2006 حيث شهدت الفترة التالية تقدماً كبيراً في العلاقات السياسية وتطابقت وجهات نظار البلدين في معظم القضايا السياسية والثنائية والإقليمية والدولية.

## العلاقات السياسية
1- قدم البلدان الدعم لبعضهما البعض في المحافل الدولية، وقد لعب السودان دوراً مهما في فوز تركيا بالعضوية غير الدائمة لمجلس الأمن للفترة 2009 – 2010 كما ظلت تركيا تدعم سيادة السودان واستقراره ووحدة أراضيه.
2- دعم السودان مرشح تركيا لمنصب الأمين العام لمنظمة المؤتمر الاسلامي للعام 2007.
3- ظل السودان يدعو لحل المسألة القبرصية في إطار الأمم المتحدة.
4- كما ظلت تركيا تدعو المجتمع الدولي إلى اعتماد الطرق الدبلوماسية في التعامل مع السودان وحل قضاياه. كما أعلنت موقفاً صريحاً برفضها لإدعاءات ما يسمي بالمحكمة الجنائية ضد السيد رئيس الجمهورية.
5- قدمت تركيا مقترحاً لدعم السلام والاستقرار بين السودان ودولة جنوب السودان عبر آلية للتعاون الثلاثي بين انقرا والخرطوم وجوبا لتنفيذ بعض المشاريع الاقتصادية المشتركة تعمل على تنمية المناطق الحدودية بما يعزز السلام والاستقرار.
6- أنشأت لجنة تشاور سياسي بين وزارتي الخارجية في البلدين عام 2011 يرأسها وكيلا وزارتي الخارجية وقد عقت حتى الآن ثلاثة دورات.
7- أطرت علاقات التعاون الاقتصادي والتجاري بين البلدين من خلال اللجنة الوزارية المشتركة التي يرأسها وزيرا الزراعة في البلدين والتي عقدت دورتها الثالثة عشر بالخرطوم خلال الفترة من 3-6 نوفمبر 2013.
8- تناولت اجتماعات اللجنة الوزارية المشتركة الاخيرة التعاون في مجالات التجارة والشراكة التجارية والاقتصادية، الاستثمار، الصناعة، الزراعة والثروة الحيوانية. العلوم والتكنولجيا، الطاقة والتعدين، الغابات والبيئات ومصادر المياه، النقل، الاتصالات، الصحة، التعليم، الثقافة، العون الفني وبناء القدرات.

### منح سواكن لتركيا
في 26 ديسمبر 2017، أثناء زيارة الرئيس التركي رجب طيب أردوغان لأفريقيا، قام بزيارة السودان حيث التقى بالرئيس عمر البشير، الذي وافق على تسليم تركيا إدارة سواكن لفترة زمنية غير محددة.

## العلاقات الاقتصادية
– حجم التبادل التجاري محدود حيث بلغ 291 مليون دولار للعام 2013 فيما بلغ حوالي 260 مليون دولار للعام 2014م وبلغ 320 مليون دولار للعام 2015.
– أهم السلع المتبادلة: من السودان هي الصادرات الزراعية، ومن تركيا هي الأجهزة الكهربائية مدخلات الإنتاج الصناعي والزراعي والملبوسات.
– ساهم بنك تنمية الصادرات التركي في مشروعات البني التحتية بولاية الخرطوم (كبري المك نمر، كبري الحلفايه – مياه بحري، الصرف الصحي ببحري) وذلك في حدود 100 مليون دولار.
– قدمت تركيا للسودان تسهيل ائتماني في حدود 100 مليون دولار في العام 2008م لتشجيع الشركات التركية، وتم رفعه إلى 200 مليون دولار.
– قدمت تركيا منحة لإنشاء المستشفي التركي في الكلاكلة بقيمة 4.7 مليون دولار في عام 2000.
– خصصت تركيا منحة بمبلغ 50 مليون دولار لإنشاء المستشفي التركي بنيالا.
– تقدم تركيا عدد من منحة علاجية سنوية للمرضي السودانيين.
- في 29 يناير 2018، سلمت الحكومة السودانية يسلم إدارة مطار الخرطوم الدولي، المطار الحالي، لشركة سوما التركية، التي ستستخدم إيرادات المطار في إنشاء مطار الخرطوم الدولي الجديد وتتولى تشغيله وادارته بنظام BOT. وقد احتجت هيئة العاملين بشركة مطارات السودان القابضة على هذه الخطوة.
قامت وكالة التنمية والتعاون التركية (تيكا) بتشييد عدد من المشاريع كمنح للسودان منها:
1-مستشفي نيالا بتكلفة 50 مليون (وقد تم افتتاحها في فبراير 2014).
2- مركز التدريب المهني في الخرطوم.
3- معمل التلقيح الصناعي بالمناقل.
4- تأهيل معامل جامعات دارفور.
5- ترميم الآثار بمدينة سواكن.

## الزيارات المتبادلة
- من الجانب السوداني:

– جرت زيارات سودانية عالية المستوى إلى تركيا إذ زارها السيد رئيس الجمهورية المشير عمر البشير مرتين، كما زارها السيد النائب الأول لرئيس الجمهورية الفريق ركن بكري حسن صالح. ” وفي السابق الأستاذ على عثمان محمد طه عدة مرات كنائب للرئيس ونائب أول”. إلى جانب زيارة السيد مساعد رئيس الجمهورية السابق.
وعلى المستوى الوزاري زارها كل من السيد وزير الخارجية والعديد من الوزراء (الزراعة – الثروة الحيوانية – المعادن – الطاقة – المالية – تنمية الموارد البشرية – الصحة – الدفاع – الأوقاف) والولادة (الخرطوم – جنوب دارفور) – سنار – القضارف) وعدد من مديري الجامعات ومدير صندوق الإسكان ومدير عام الشرطة، ووفد أعضاء اللجنة الإقتصادية بالبرلمان.
– شارك السيد على عثمان محمد طه النائب الأول السابق لرئيس الجمهورية في المؤتمر الرابع لحزب العدالة والتنمية الحاكم في يناير 2013.
– كما شارك السيد د. نافع على نافع المساعد السابق لرئيس الجمهورية في مؤتمر الأحزاب الآسيوية الذي استضافه حزب العدالة والتنمية في أنقرة في نوفمبر 2013.
- زيارات 2014-2015:

أ‌- زيارة السيد فريق أول ركن بكري حسن صالح، النائب الأول لرئيس الجمهورية أغسطس 2014م للمشاركة في حفل تسليم السلطة للرئيس رجب طيب أردغان، كما زارها في الفترة من 23-25 أبرير 2015م لحضور قمة السلام والمشاركة في الذكرى المئوية لموقعة شاناكلي.
ب‌- زيارة السيد على أحمد كرتي وزير الخارجية السابق 23-25 أبريل 2014م، 9-10 أبريل 2015.
ج‌- زيارة السيد بدر الدين محمود وزير المالية السابق، يرفقة السيد: وزير الزراعة والسيد / محافظ بنك السودان 27/4-1/2014م، وقد تم التوقيع خلال الزيارة على عدد من الاتفاقيات ومذكرات التفاهم:
1) اتفاقية التعاون والشراكة الثنائية في مجال الزراعة.
2) اتفاقية تشجيع وحماية الاستثمار.
3) اتفاقية النقل الدولي للركاب والبضائع عبر الطرق البرية.
4) مذكرة تفاهم في مجال الاسماك.
5) مذكرة تفاهم في مجال المناطق الحرة.
د-زيارة السيد عبد الرحمن الخضر والي ولاية الخرطوم السابق مايو 2014.
هـ- زيارة السيد وزير الصحة الإتحادية السابق 27 مارس 2015.
و- زيارات لعدد من الوزراء الولائيين والمعتمدين لتركيا خلال الفترة يناير – مايو 2015.
- من الجانب التركي:

– زار رئيس الجمهورية رجب طيب أردغان السودان في مارس 2006 وكانت زيارته إلى دارفور ارفع زيارة يقوم بها مسؤول اجنبي إلى الإقليم.
– زار السودان رئيس البرلمان التركي وعدد من الوزراء والمسؤولين.
– كما زار البلاد السيد الأمين العام لحزب العدالة والتنمية الحاكم والسيد وزير الدولة بالشئون الدينية، والسيد مدير تيكا، ووزير التربية والتعليم، كما زار السيد وزير الزراعة السودان عدة مرات كان اخرها في نوفمبر 2013 مترئساً وفد بلاده في أعمال اللجنة الوزارية المشتركة الـ13.
– شارك السيد جميل تشيشك رئيس البرلمان التركي في اجتماعات برلمانات الدول التابعة لمنظمة التعاون الإسلامي التي عقدت في الخرطوم عام 2013.
– زار السيد بكير بوزداغ النائب السابق لرئيس الوزراء التركي السودان في يناير 2013 للوقوف على سير العمل في مستشفي نيالا التركي.
– زار وزير الطاقة التركي السودان في أبريل 2013م وقام بالتوقيع على مذكرات تفاهم في مجال الطاقة ومجال الكهرباء ومجال المعادن.
-زار السيد أمر الله يشلر نائب رئيس الوزراء التركي السودان 27-28 فبراير 2014 لافتتاح المستشفي التركي بنيالاً.
– زار السيد/ رئيس الشئون الدينية التركي للسودان في الفترة من 5-7 مارس 2015.

## الاتفاقيات المشتركة
– أهم الاتفاقيات التي وقعت بين البلدين اتفاقية التعاون الفني 1989 – برتوتكول التعاون الثقافي 1992 – اتفاقية التعاون الصحي 2007، اتفاقية جدولة ديوان السودان عام 1999 وعدة اتفاقيات للتسهيلات الائتمانية لبناء الجسور ومشاريع الصرف الصحي 2002،
– اتفاقية للتعاون بين وزارتي الداخلية في البلدين، بالإضافة إلى اتفاقيات وبروتكولات عديدة في كافة المجالات.
-وقعت اتفاقية للتعاون بين المركز القومي للدراسات الدبلوماسية السوداني والأكاديمية والدبلوماسية التركية عام 2010.
-كما تم التوقيع على اتفاقية إلغاء تأشيرات الدخول لحاملي الجوازات الدبلوماسية في البلدين في العام 2010.
– مذكرة تفاهم للتعاون في مجال الإرشاد والأوقاف مارس 2015.
– مذكرة تفاهم في مجال المعلومات والتقنيات الإلكترونية بين وزارتي خارجية البلدين أبريل 2015.
– اتفاق للتعاون في مجال الصحة الإلكترونية. الخرطوم أبريل 2015.
– اتفاقية إطارية للتعاون الفني والعلمي في المجال العسكري الخرطوم أبريل 2015.

## العلاقات الثقافية والإعلامية
– أنشا البلدان العديد من الاتفاقيات التعاون في المجال الاعلامي ويجري السعي إلى تفعيلها لتحقيق الأهداف التي أشرنا إليها سابقاً، خاصة بعد أن انشأت تركيا قناة ناطقة باللغة العربية وبدأت تهتم بتفعيل منتدى التعاون العربي التركي.
– خصصت 30 منحة دراسية للطلاب السودانيين في كل المستويات بالجامعات التركية.
– زار عدد من الفرق الموسيقية وفرق الفنون الشعبية تركيا للمشاركة في بعض المهرجانات والمسابقات الموسيقية.
– خصصت تركيا سبعين منحة دراسية جامعية وفوق الجامعية للطلاب السودانيين بنظام الاختيار المباشر.
– افتتحت قنصلية عامة للسودان باسطنبول في عام 2007 كما تم افتتاح اول مستشارية اقتصادية باسطنبول مطلع العام 2009 بقيادة المرحوم المستشارالاقتصادي ابوبكر محمدالفاتح مصطفي حيث ساهمت في زيادة التبادل التجاري بين البلدين 